# ポール・ハインリッヒ・フォン・グロート
ポール・ハインリッヒ・フォン・グロート（Paul Heinrich von Groth, 1843年6月23日 - 1927年12月2日）は、ドイツの鉱物学者・地球科学者である。鉱物の化学成分と結晶構造の関係についての理論の分野で貢献した。

## 生涯
マクデブルクで生まれた。フライベルクの鉱山学校（現フライベルク工科大学）や、ドレスデン工科大学、ベルリン大学で学んだ。1872年からシュトラスブルク大学の鉱物学の講師となり、1883年にミュンヘン大学にうつり、ミュンヘン州立博物館の学芸員、鉱物学の教授に任命された。鉱物、結晶、岩石の研究を行い、グロートの研究室は結晶学と鉱物学の世界的な研究の中心となった。
1908年にロンドン地質学会からウォラストン・メダルを受賞した。ミュンヘンにて没。
著書に『鉱物成分表概要』（Tabellarische Ubersicht der einfachen Mineralien, 1874年 - 1898年）や『物理結晶学』（Physikalische Krystallographie, 1876年 - 1895年、4訂版 1905年）がある。